# BOP (製造)

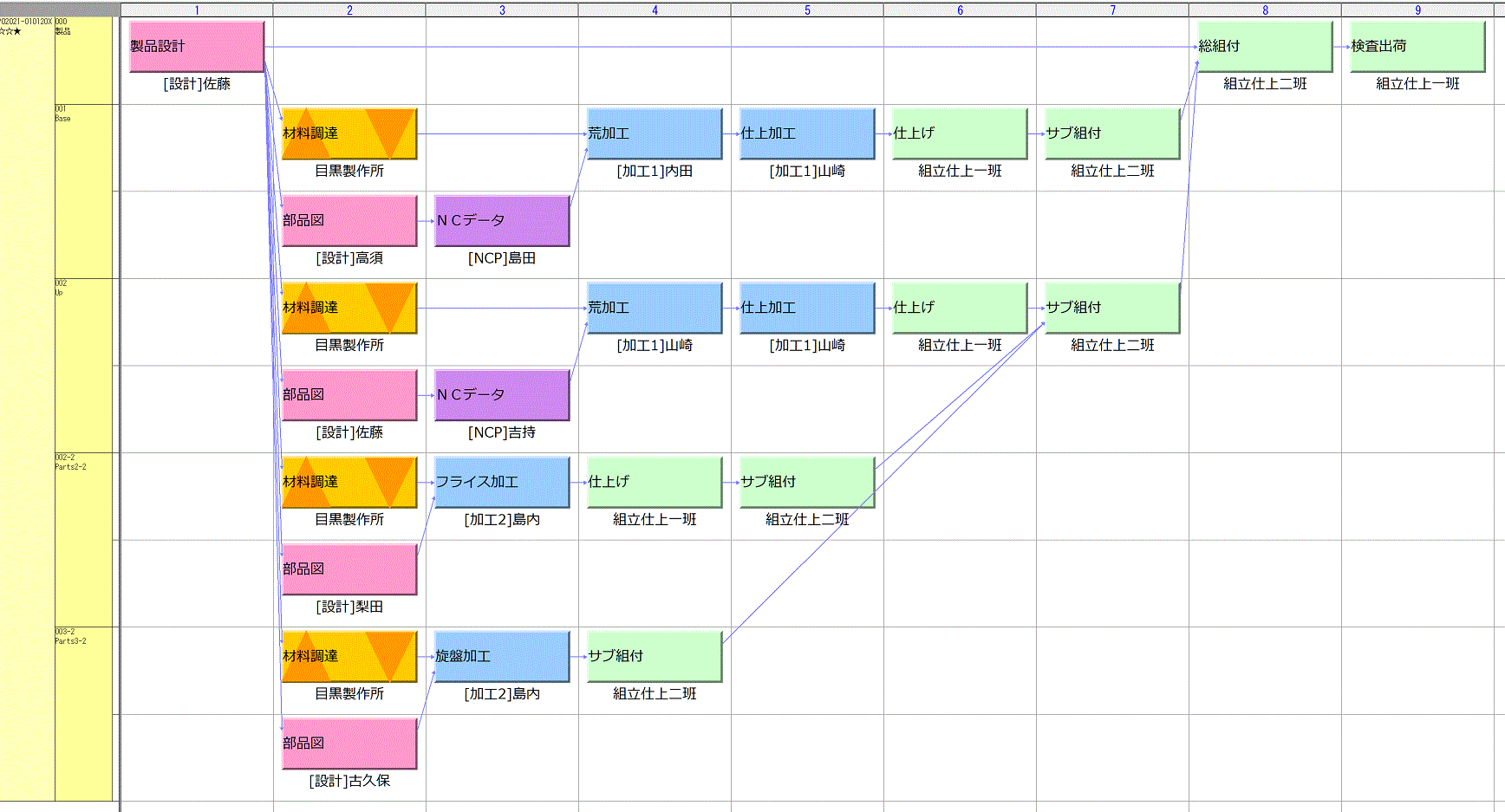
プロセスフローのイメージ

BOP(ビーオーピー、ボップ、英: Bill of Process)とは、製造業で用いられるBOM (部品表)の一形態である。部品の種類や数量といった製品構成情報はBOM (部品表)（BOM：Bills of Material）で管理されるが、製造に必要な、作業手順や工程表、作業指示書などで必要な情報を、製造プロセス情報、プロセスフローとして管理する。製造プロセス情報やプロセスフローの作成は、工程計画と一般的に呼ばれ生産時の工程管理やものづくりにおいて非常に重要である。

## BOPを構成する要素
以下のような内容で構成される。
- 品番、型式、製品仕様、製品属性など
一目で生産内容が理解できるもので、簡単に表記されることが多い。
- プロセスフロー
プロセスフローを作成する行為を工程計画と一般的に呼ぶ。プロセスフローを工程計画データと呼ぶこともある。プロセスフローの内容は、生産するための作業手順と各作業毎の工数と必要となるリソース情報である。
- 主なプロセスフロー（工程計画）の内容

　　　作業工程
　　　　　アクティビティ、タスク、ジョブと呼ばれる、プロセスを管理する最小の単位。
　　　工順（Routing＝作業順序、作業手順）
　　　　　作業工程間の作業の順序。先行工程と後続工程間にネットワークやコンストレイントと呼ばれる作業順番の制約を設定する。
　　　　　作業順番の制約には、先行工程が終了したら後続工程が開始できるFS（Finish to Start）、先行工程が開始したら、後続工程も開始できるSS(Start to Start)や、SF（Start to Finish）、FF（Finish to Finish）がある。
　　　工数
　　　　　作業を実行するために必要な工数。工数＝作業時間（段取時間＋作業時間）×リソース（作業者など）数。計画作業時間、目標作業時間、見積作業時間等と呼ばれる。工程計画での、工数は、計画立案が目的のため、原価計算に使用される工数とは別の場合がある。ガントチャート上のリードタイムや期間とは別である。
　　　リソース
　　　　　作業が必要とする設備や作業者。その他に、治具や場所をリソースとする場合もある。
　　　日程制約
　　　　　材料、資材の入庫予定日や立会日等のマイルストーンなど、納期と同様に、プロセス途中の予め決められた遵守すべき日程。
　　　図書情報
　　　　　材料情報、図面、CADデータ、検査、測定情報。

## BOPの問題点
近年、部門毎に権限を持たせるという悪しき風習から、縦割り組織や分業病の影響で、社内にプロセスフローを俯瞰して保守する責任部署が存在しないケースも多い。
一般的にBOM (部品表)はストラクチャー型が一般的であり、BOM (部品表)ではBOP(Bill of Process)として、部品毎のプロセスを定義する事ができるが、部品間のプロセスに依存関係を持つことは出来ない。
量産を前提にしない個別受注生産では、全体のプロセスフローに部品を跨がった分岐、合流が発生するため、ストラクチャー型のBOM (部品表)で表現できない場合があり、一般的な生産管理システムの適用を難しくしている。
E-BOM設計部品表（Engineering Bill of Material）、M-BOM製造部品表（Manufacturing Bill of Material）を統合するために、近年、ストラクチャー型のM-BOM製造部品表（Manufacturing Bill of Material）では無く、製造プロセス情報、プロセスフローとして管理するBOP (製造)の必要性が高まっている。

## 参考資料
- Industrial Value Chain Initiative (インダストリアル・バリューチェーン・イニシアティブ)　「次世代 BOM/BOP Next Generation BOM / BOP」　https://iv-i.org/wp/wp-content/uploads/2019/10/b7a0daa61eee359e28d65c16d94853d3.pdf
- 佐藤 知一  (著), 山崎 誠  (著)　「BOM/部品表入門 (図解でわかる生産の実務)」　日本能率協会マネジメントセンター (2004/12/1)